# Domeykit

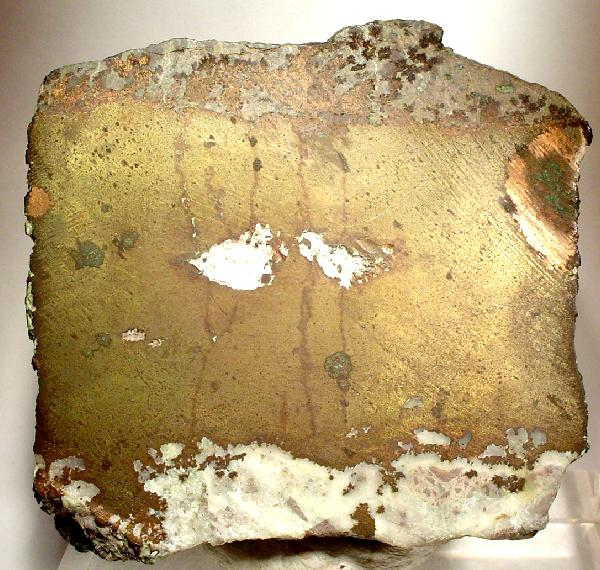
Agregát domeykitu s křemenem (Michigan)

Domeykit je minerál, arsenid mědi, chemický vzorec Cu3As. Je to cínově bílý až šedavý nerost kovového lesku, na vzduchu velmi rychle žlutě až pestře nabíhá; tvrdost 3 až 3,5, měrná hmotnost 7,2 až 8,1. Zpravidla se vyskytuje v podobě kusových nebo hroznovitých agregátů a jen vzácně tvoří izometrické krystaly v krychlové soustavě. Zpravidla se vyskytuje společně s jinými minerály, např. ryzím stříbrem, ryzí mědí a algodonitem.
Poprvé byl popsán z dolu Algodones u města Coquimbo (Chile). Pojmenoval jej (1845) rakouský mineralog Wilhelm Haidinger  podle polského/litevského/chilského mineraloga Ignacy Domeyka (1802-1889), který v té době v oblasti působil a v závěru kariéry byl rektorem univerzity v Santiagu (1867-1883)..

## Výskyt
Běloves (Náchod), Zwickau (Sasko), důl Cashin (Colorado), Houghton (Michigan), Ontario (Kanada), Coquimbo a Copiapó (Chile).

## Využití
Jako podružná měděná ruda slouží k získávání kovu. Lze jej také leštit a využít k okrasným účelům.